# Juniperus gamboana
Juniperus gamboana (яловець Гамбоа) — вид хвойних рослин родини кипарисових. Синонім: Juniperus deppeana var. gamboana.

## Поширення, екологія
Країни проживання: Гватемала; Мексика (Чьяпас). Цей вид зростає в підліску, або в суміші з іншими деревами в лісах Quercus-Pinus-Juniperus, в яких багато епіфітів, часто на скелястих типах ґрунтів; також у відкритому соснового лісу, наприклад з Pinus oocarpa, де J. gamboana досягає найбільшого розміру. Відомий висотний діапазон 1820–2200 м над рівнем моря.

## Морфологія
Це дерево до 12 м заввишки, стебло зазвичай розгалужується з 1–2 м над основою. Гілки висхідні, крона округла або широко пірамідальна. Кора темна попелясто-коричнева, товщиною близько 5 мм, утворює чотирикутні пластини. Лускоподібні листки від жовто-зелених до зелених, від яйцюватих до еліптичних, 1,5–2 мм завдовжки, верхівки від гострих до тупих. Шишки кулясті, червоно-коричневі з легким нальотом, діаметром 5–8 мм, м'які. Насіння коричневе, 1(2) на шишку, яйцювате, 4–6 × 3–4 мм.

## Використання
Використання не зафіксовано.

## Загрози та охорона
Має дуже обмежений діапазон в районі, який потерпає від швидкої вирубки лісів. Цей вид не був записаний в охоронних територіях.